# Manophylax altus
Manophylax altus là một loài Trichoptera trong họ Apataniidae. Chúng phân bố ở miền Tân bắc.